# Майніті Сімбун
Майніті Сімбун (яп. 毎日新聞, まいにちしんぶん, «Щоденна газета»; англ. The Mainichi Shinbun) — японська загальнонаціональна газета видавництва Майніті Сімбунся, що виходить з 1872 року. Є однією з найбільших щоденних газет Японії разом із «Йоміурі Сімбун», «Асахі Сімбун», «Ніхон Кейдзай Сімбун» і «Санкей Сімбун». До ради директорів входить 14 чоловік. Діючий видавець «Майніті Сімбун» — Кітамура Масато.

## Історія
Газета була заснована шляхом злиття двох видань і почала свою історію в 1872 році в місті Осака. «Майніті Сімбун» одразу отримала звання загальнонаціональної і увійшла у трійку найбільших газет Японії.

## Загальна характеристика
«Майніті Сімбун» видається двічі на день: ранковим і вечірнім випуском. Сумарний наклад на 2015 рік становив 7,5 мільйонів примірників (ранковий випуск — 4,7 мільйонів, а вечірній — 1,61 мільйонів примірників). 98 % газети розповсюджується за підпискою. Наразі «Майніті Сімбун» займає третє місце серед найпопулярніших газет країни після «Йоміурі Сімбун» і «Асахі Сімбун».
Обсяг газети налічує 24 шпальти вранці (до 14 випусків зі змінними шпальтами) і 8–16 шпальт ввечері (до 4 випусків зі змінними шпальтами). Над усіма матеріалами для випуску працює 18 відділів (перевірки, додаткової інформації тощо). Також «Майніті Сімбун» має власну бібліотеку, у якій міститься 7 млн інформаційних посилань, 1,5 млн фото та 700 тис. спеціалізованих книг. Виходить японською мовою. Випускається й англомовний тижневик «Mainichi Weekly» та недільний оглядач «Sunday Mainichi».
Особливістю газети є порівняно високий відсоток інформації про відеоігри.

## Аудиторія
Газета подає велику кількість різноманітних інформаційних та розважальних матеріалів, тому коло її читачів дуже велике. «Майніті Сімбун» надають перевагу чоловіки та жінки віком від 15 до 60 років. Серед них більше 50 % мають вищу освіту.

## Політична позиція
«Майніті Сімбун» вважається газетою центристського ліберального спрямування. Відома вмінням її кореспондентів обходити конкурентів і першими добувати свіжі політичні та світські новини.